# Protestos no Peru de 2022–2023
Os protestos no Peru de 2022-2023 correspondem a uma série de manifestações contra o governo de Dina Boluarte e o Congresso do Peru convocadas por partidários do presidente deposto do Peru, Pedro Castillo, organizadas por organizações sociais e povos indígenas que sentiram que experimentaram privação de direitos políticos, especificamente na extrema-esquerda politicamente de esquerda. Os protestos não têm liderança definida e foram organizados por movimentos populares. Castillo foi deposto após sua destituição pelo Congresso e prisão por ter anunciado a dissolução do Congresso, a intervenção do aparato do Estado e o estabelecimento de um "governo de emergência", que foi caracterizado como uma tentativa de autogolpe. Entre as principais reivindicações dos manifestantes está a dissolução do Congresso, a renúncia da atual presidente Dina Boluarte, novas eleições gerais, a libertação de Castillo e a instalação de uma assembleia constituinte. Também foi relatado que alguns dos manifestantes se declararam em uma insurgência.
Grupos de direita e o governo de Boluarte se opuseram aos protestos e usaram o terruqueo, uma tática política às vezes racista para rotular os oponentes como terroristas que remonta ao conflito interno no Peru, contra os manifestantes. O uso do terruqueo para rotular os manifestantes como terroristas forneceu impunidade às autoridades, aumentando o risco de violência. O governo Boluarte anunciou um estado de emergência nacional em 14 de dezembro, removendo algumas proteções constitucionais dos cidadãos, incluindo os direitos que impedem as tropas de permanecer em casas e edifícios particulares, a liberdade de movimento, a liberdade de reunião e "liberdade e segurança pessoal" por 30 dias. A resposta do governo de Boluarte e das autoridades peruanas foi criticada por organizações não-governamentais de direitos humanos, com a ocorrência de dois massacres; o massacre de Ayacucho e o massacre de Juliaca. A inclusão do governo das Forças Armadas do Peru na resposta aos protestos também foi criticada devido ao histórico de tropas matando manifestantes impunemente. A politização das forças armadas também levantou preocupações de um desenvolvimento de um governo civil-militar no Peru.
Vários ministros renunciaram ao gabinete de Boluarte ao longo da série de protestos após atos de violência perpetrados por autoridades. A procuradora-geral do Peru, Patricia Benavides, anunciou investigações em 10 de janeiro de 2023 pelos supostos crimes de genocídio, homicídio agravado e ferimentos graves contra a presidente Dina Boluarte, o primeiro-ministro Alberto Otárola, o ministro do Interior Víctor Rojas e o ministro da Defesa Jorge Chávez 

## Antecedentes

### Congresso obstrucionista
Durante as presidências de Ollanta Humala, Pedro Pablo Kuczynski e Martín Vizcarra, o Congresso de direita liderado pela filha do ex-ditador peruano Alberto Fujimori, Keiko Fujimori, obstruiu grande parte das ações realizadas pelos presidentes. O legado político da família Fujimori foi assumido por Keiko depois que seu pai Alberto, que instituiu o Plan Verde e supervisionou o esquadrão da morte do Grupo Colina durante o conflito interno no Peru, foi condenado à prisão por abusos dos direitos humanos. De acordo com Walter Albán, chefe da Transparency International Peru, o Congresso do Peru foi infiltrado por grupos criminosos que obstruem as reformas para manter seu status e imunidade parlamentar.
O presidente Humala continuaria a servir uma presidência fraca devido às práticas obstrucionistas do Congresso. Depois de perder a eleição presidencial de 2016 para Kuczynski, Keiko Fujimori liderou seu partido Força Popular no Congresso unicameral, com os legisladores de direita obstruindo os esforços do presidente Kuczynski. Depois de sofrer obstrução do Congresso e vários escândalos, o presidente Kuczynski renunciou à presidência. Martín Vizcarra, o primeiro vice-presidente de Kuczynski, assumiu o cargo em março de 2018. Em meio à pandemia de COVID-19 no Peru, o presidente Vizcarra sofreu impeachment em setembro de 2020, embora não tenha sido removido, sendo posteriormente afastado do cargo de forma controversa um mês depois. Milhares de cidadãos protestaram contra o impeachment de Vizcarra.
O presidente do Congresso, Manuel Merino, enfrentou críticas sobre como pressionou apressadamente por um processo de impeachment contra Vizcarra, especialmente porque ele assumiria a presidência após a destituição de Vizcarra. O renomado repórter Gustavo Gorriti informou em 12 de setembro de 2020 que Merino havia contatado o Comandante Geral da Marinha do Peru, Fernando Cerdán, notificando-o de que tentaria o impeachment de Vizcarra e buscava assumir a presidência. O ministro da Defesa, Jorge Chávez, confirmou que Merino tentou estabelecer apoio com os militares. O presidente Merino renunciaria após cinco dias devido à desaprovação em massa.
Francisco Sagasti foi nomeado presidente do Congresso em 16 de novembro e assim sucedeu Merino como presidente em 17 de novembro pela linha de sucessão presidencial, uma vez que os dois cargos de vice-presidente foram desocupados por Vizcarra em 2018 e Mercedes Aráoz em maio de 2020.

### Presidência de Castillo
A eleição será invertida, queridos amigos.

Keiko Fujimori
Sagasti serviu como presidente até que Castillo foi eleito nas eleições gerais de 2021, com Keiko Fujimori perdendo sua terceira candidatura presidencial consecutiva. A eleição de 2021 viu o surgimento de muitos candidatos de extrema direita, com a elite de direita, grupos empresariais e a maioria das organizações de mídia no Peru colaborando com a campanha de Fujimori apelando ao medo ao discutir oponentes políticos. Alguns canais de televisão aberta também apoiaram abertamente a candidatura de Fujimori.  A Reuters escreveu que El Comercio, uma das maiores organizações de mídia da América do Sul, "geralmente apóia Fujimori". Várias tentativas de impedir Castillo de assumir o cargo de presidente ou de removê-lo posteriormente ocorreram, começando logo após os resultados das eleições serem determinados. Após relatos da aparente vitória de Castillo, Fujimori e seus apoiadores fizeram alegações infundadas de fraude eleitoral, liderando esforços obstrucionistas para anular a eleição com o apoio de cidadãos ricos de Lima. As elites econômicas e políticas se recusaram a reconhecer a ascensão de Castillo à presidência, com os mais ricos, incluindo ex-oficiais militares e famílias ricas, exigiram novas eleições, promoveram apelos a um golpe militar e utilizaram retórica classista ou racista para apoiar suas alegações de fraude. Grupos de extrema direita de ex-soldados também se aliaram a partidos políticos como Avança País – Partido de Integração Social, Força Popular e Renovação Popular em um esforço para remover Castillo, com alguns líderes veteranos vistos diretamente com Rafael López Aliaga e a ex-desafiante presidencial Keiko Fujimori, que assinou a Carta de Madri promovido pelo partido político de extrema-direita espanhol Vox. Esses grupos dirigiram ameaças a funcionários e jornalistas do governo de Castillo, enquanto também pediam um golpe de estado e insurgência. 
Durante a presidência de Castillo, o Congresso foi dominado por partidos de direita que se opunham a ele, com legisladores tentando impeachment várias vezes usando meios políticos. Devido à redação do impeachment amplamente interpretada na Constituição do Peru, o Congresso pode impeachment do presidente com base na vaga base de "incapacidade moral", efetivamente tornando o Legislativo mais poderoso do que o Poder Executivo. Em fevereiro de 2022, foi relatado que fujimoristas e políticos próximos a Fujimori organizaram uma reunião no hotel Casa Andina em Lima com a ajuda do grupo liberal alemão Fundação Friedrich Naumann, com os presentes incluindo o Presidente do Congresso Maricarmen Alva, no qual foram discutidos os planos para destituir Castillo do cargo. Alva já havia compartilhado sua prontidão para assumir a presidência se Castillo fosse desocupado do cargo e um bate-papo vazado do grupo do Telegram de diretores do Congresso que ela chefia revelou planos coordenados para derrubar Castillo.
Em dezembro de 2022, o Congresso iniciou moções para tentar o impeachment de Castillo pela terceira vez; ele estava envolvido em seis investigações criminais diferentes e já havia nomeado cinco gabinetes separados para servir sob seu comando.

### A tentativa de autogolpe de Castillo

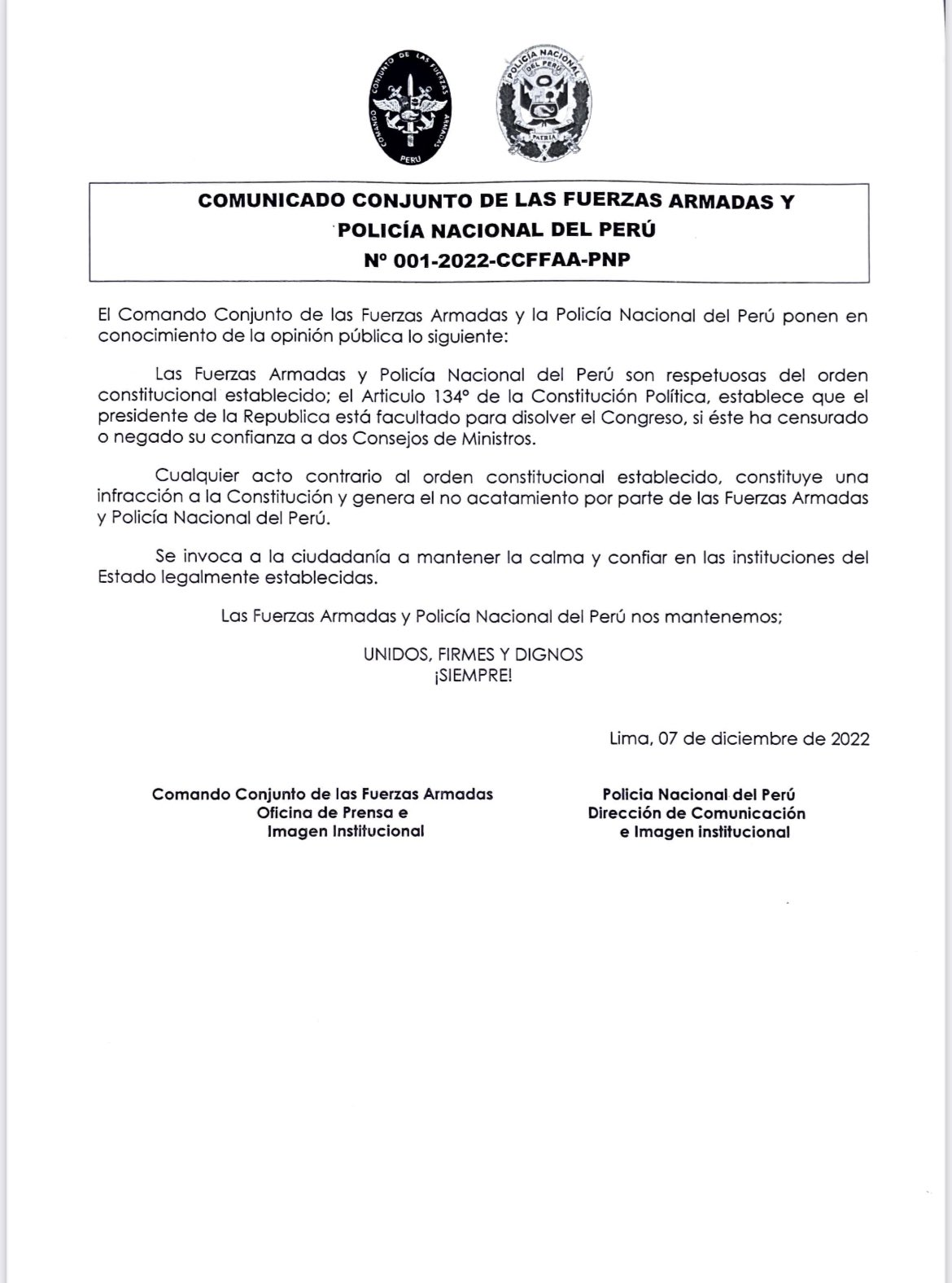
Documento do CCFFAA e do PNP rejeitando as ações de Castillo

Em 7 de dezembro de 2022, esperava-se que o Congresso apresentasse uma moção de censura contra Castillo, acusando-o de "incapacidade moral permanente". Antes que o corpo legislativo pudesse se reunir para apresentar sua moção, Castillo anunciou a dissolução do Congresso e decretou um toque de recolher imediato. Momentos após o discurso de Castillo, vários ministros renunciaram ao seu governo, incluindo a primeira-ministra Betssy Chávez. O Tribunal Constitucional divulgou uma declaração: "Ninguém deve obediência a um governo usurpador e o Sr. Pedro Castillo deu um golpe de estado ineficaz. As Forças Armadas têm poderes para restaurar a ordem constitucional." As Forças Armadas também emitiram um comunicado rejeitando as ações de Castillo e pedindo a manutenção da estabilidade no Peru.  Rejeitando as ações de Castillo para dissolver o corpo legislativo, o Congresso se reuniu e votou para remover Castillo do cargo por "incapacidade moral" com 101 votos a favor, 6 contra e 10 abstenções. Foi anunciado que a primeira vice-presidente Dina Boluarte, que rejeitou as ações de Castillo, faria seu juramento de posse para a presidência às 15h00 PET.  A vice-presidente de Castillo, Dina Boluarte, entrou no Palácio Legislativo pouco depois das 15h00 PET e compareceu perante o Congresso, onde posteriormente foi empossada como presidente do Peru.
Para os partidários de Castillo, o congresso deu um golpe contra o presidente. Além disso, eles consideraram Dina Boluarte uma "traidora", "ditadora" e "usurpadora" após sua posterior assunção como a nova presidente da república, com base na promessa do então vice-presidente: "Se o presidente ficar vago, irei com o presidente". Desta forma, os partidários do ex-presidente encorajaram a libertação imediata de Castillo e o avanço das eleições. Os manifestantes concordaram com a dissolução do Congresso da República, uma nova constituição através de uma assembleia constituinte, a rejeição da então vice-presidente Dina Boluarte e o apoio ao então presidente Pedro Castillo, cujos objetivos foram alcançados com as medidas populistas ditadas pelo então presidente em sua mensagem à Nação em 7 de dezembro.
Mobilizações de organizações de esquerda relacionadas a Castillo foram evidenciadas em Lima, Ayacucho, Cusco, Ica, Arequipa, Trujillo, Chiclayo, Huancavelica, Huancayo, Tacna, Jaén, Moquegua, Ilo, Puno, e Chota, onde Castillo cresceu.

## Linha do tempo

### Dezembro de 2022

#### Começam os protestos
Lima é uma das cidades que foram convocadas. Após a mensagem à nação, foi denunciado que o ministro do Interior, Willy Huerta, ordenou que fossem abertas as portas do congresso, que foram fechadas, para que os manifestantes convocados pudessem invadir o congresso. No entanto, devido ao fracasso de sua tentativa de autogolpe e a consequente vacância do Congresso da República, as manifestações aumentaram. Em 7 de dezembro, entre uma e duzentas pessoas se reuniram no "Toma de Lima" na Plaza San Martín e arredores. O RPP considerou a reunião pró-governo como a maior desde que Castillo chegou ao poder. A corrida às compras foi registrada pela população temendo uma escalada dos acontecimentos. Algumas das primeiras manifestações também ocorreram em Cuzco, Arequipa e em Puno.
O chefe da Direção Nacional de Inteligência (DINI), general Wilson Barrantes Mendoza, reuniu-se com a presidente Boluarte a pedido dela em 8 de dezembro de 2022. O chefe da DINI explicaria ao presidente Boluarte que os protestos se agravariam devido à ampla gama de pedidos, incluindo a renúncia de Bolaurte, a dissolução do Congresso, uma assembleia constituinte e eleições gerais imediatas. O general Barrantes explicou então que não havia liderança organizada, apresentando informações do Conselho Nacional de Inteligência (COIN) e do Sistema Nacional de Inteligência (SINA) de que havia 16 grupos regionais independentes promovendo protestos, que partidos políticos e lideranças não estavam organizando o movimento e que organizações ligadas ao Sendero Luminoso ou ao Movimento de Anistia e Direitos Fundamentais (MOVADEF) não estiveram envolvidas. O general afirmaria posteriormente em entrevista ao La Republica que "Dizer que há uma 'insurgência terrorista' é estúpido", criticando o governo Boluarte por usar tal retórica e por acusar entidades estrangeiras de estarem envolvidas nos protestos. O governo Boluarte posteriormente substituiu o general Barrantes pelo coronel Juan Carlos Liendo O'Connor, um ex-agente do Serviço Nacional de Inteligência (SIN) que trabalhou sob o comando de Vladimiro Montesinos, que descreveu os protestos como uma "insurreição terrorista" durante a Willax Televisión um dia antes de sua nomeação.
Os manifestantes carecem de liderança e são formados por grupos independentes. Dos muitos grupos que apoiaram os protestos, o MOVADEF encorajou os cidadãos a se manifestarem. Rondas campesinas, patrulhas camponesas armadas que antes defendiam comunidades do grupo guerrilheiro Sendero Luminoso, também se juntaram aos protestos. A Confederação Geral dos Trabalhadores do Peru (CGTP) , o maior sindicato do Peru, também pediu a renúncia do Executivo e do Congresso. Em Arequipa, eles receberam apoio de sindicatos como a Federação Departamental de Trabalhadores de Arequipa, o Sindicato da Construção Civil, e a Frente Nacional de Transportadores e Motoristas do Peru. Eles também tiveram o apoio do presidente da Frente Unificada de Defesa contra a contaminação da bacia do Coata e do lago Titicaca. A SUTEP regional, que ignorou a eleição de Boluarte e declarou mobilização permanente, também apoiou.
Houve confrontos violentos entre membros da comunidade e moradores de Andahuaylas contra policiais no dia 10 de dezembro. Com a participação de 3.000 pessoas, durante a tarde, os manifestantes fizeram 2 policiais como reféns e pediram uma "troca de prisioneiro". Diante disso, uma divisão de forças especiais de Abancay do PNP se deslocou para Andahuaylas e chegou em um pequeno avião. Horas depois dos sequestros, os manifestantes libertaram os policiais e várias organizações sociais do departamento de Apurimac se declararam em "insurgência popular" e iniciarão uma greve regional a partir de segunda-feira, 12 de dezembro. Confrontos eclodiram na cidade entre manifestantes e policiais da cidade; dois manifestantes, de 15 e 18 anos, foram mortos por tiros da polícia de um helicóptero, enquanto outros quatro ficaram feridos, um dos quais gravemente.
O presidente Boluarte respondeu à dissidência removendo de seus cargos 26 prefeitos regionais nomeados por Castillo. Em 13 de dezembro, a embaixadora dos Estados Unidos no Peru, Lisa D. Kenna, viaja ao Palácio do Governo para se encontrar com o presidente Boluarte.

#### Massacre de Ayacucho

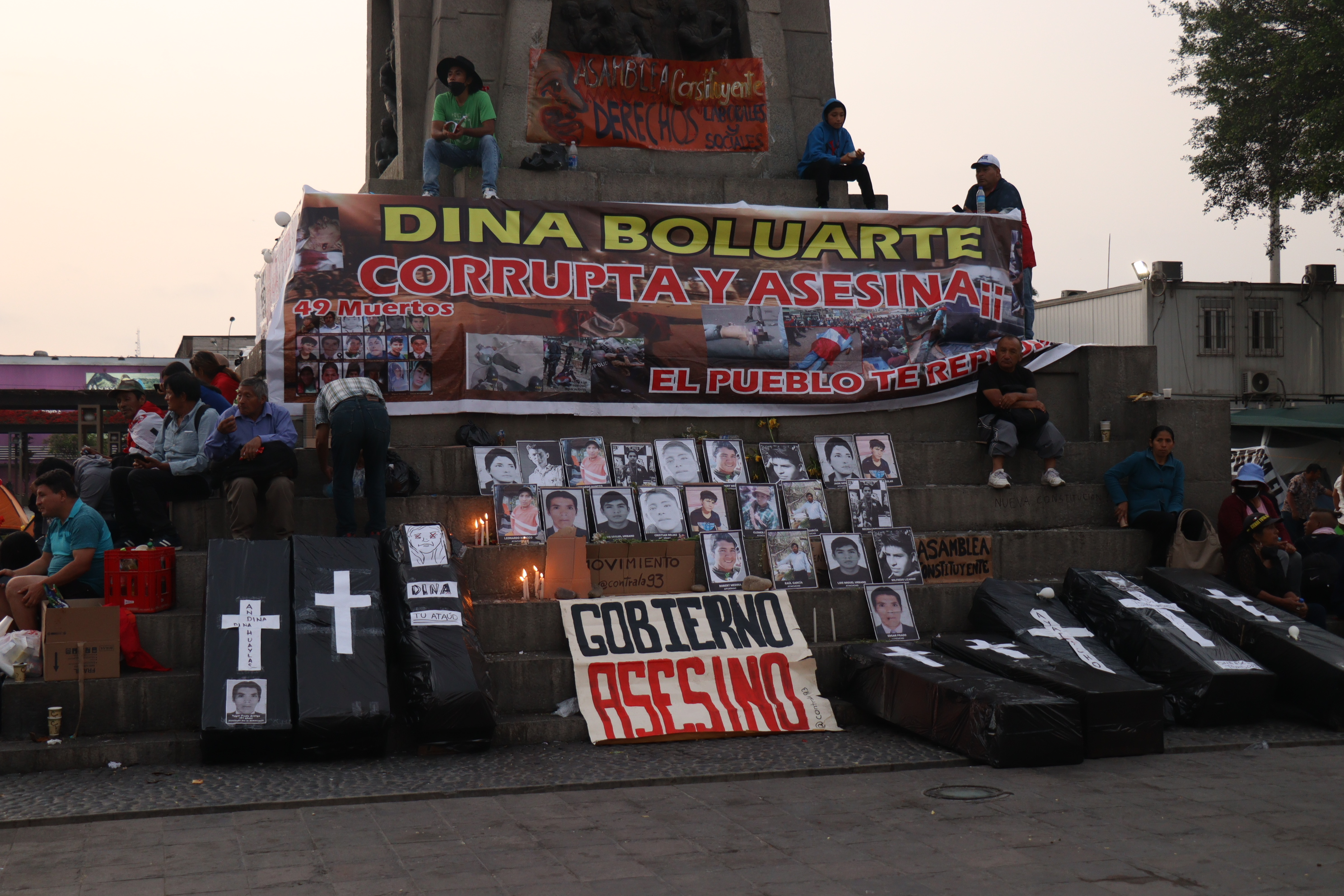
Manifestações na Plaza Manco Capac após o massacre de Ayacucho

O governo Boluarte anunciou um estado de emergência nacional em 14 de dezembro, removendo algumas proteções constitucionais dos cidadãos, incluindo os direitos que impedem as tropas de permanecer em residências e prédios particulares, a liberdade de movimento, a liberdade de reunião e "liberdade e segurança pessoal" por 30 dias. O governo Boluarte também decretou toque de recolher para quinze províncias em oito diferentes regiões do Peru em 15 de dezembro, em regiões como Arequipa, La Libertad, Ica, Apurímac, Cusco, Puno e Huancavelica.
Durante os protestos em Ayacucho, os manifestantes se aproximaram do Aeroporto Coronel FAP Alfredo Mendívil Duarte, com as Forças Armadas do Peru fechando o aeroporto em resposta, ocorrendo confrontos logo após. Grupos de direitos humanos relataram que membros do Exército peruano foram vistos atirando em civis que protestavam em Ayacucho. As vítimas foram encaminhadas para tratamento na Rede Huamanga e no Hospital Regional de Ayacucho, com 90% das lesões por arma de fogo segundo o sistema regional de saúde de Ayacucho. A resposta das autoridades causou o colapso dos sistemas hospitalares da cidade, com manifestantes feridos a bala sendo tratados em unidades de triagem improvisadas. A Direção Regional de Saúde de Ayacucho informou que 8 morreram e 52 ficaram feridos. 
O ex-presidente Castillo é condenado a 18 meses de prisão preventiva. Enquanto estava preso, Castillo afirma que os Estados Unidos são responsáveis pela 
violência no Peru, afirmando que "a visita do embaixador dos Estados Unidos ao Palácio do Governo não foi gratuita, nem foi a favor do país. Foi para dar o a fim de levar as tropas às ruas e massacrar meu povo indefeso; e, aliás, deixar o caminho livre para as operações de mineração. A imprensa peruana não apenas se calará sobre isso, mas o negará com tanta facilidade."
Um dia após o massacre, o Congresso rejeitou a proposta de antecipar as eleições de 2026; 49 foram a favor, 33 contra e 25 se abstiveram, com 87 necessários para a aprovação da proposta. Em 16 de dezembro, a ministra da Educação, Patricia Correa, e o ministro da Cultura, Jair Perez, renunciaram devido à perda de vidas causada pelos protestos.

#### Ministro da Defesa nomeado primeiro-ministro
A presidente Boluarte embaralha seu primeiro gabinete, colocando seu ex-ministro da Defesa, Alberto Otárola, como o novo primeiro-ministro, ao mesmo tempo em que substitui o ministro do Interior e o ministro da Defesa. O novo Ministro da Educação de Boluarte, Óscar Becerra, teria um histórico de fujimorismo. Os manifestantes continuaram suas atividades nas regiões de Amazonía, Apurímac, Arequipa, Ayacucho, Cusco, La Libertad, Lambayeque, Piura e Puno. Na Amazônia, os líderes indígenas divulgaram um comunicado afirmando: "Alertamos o Exército, alertamos a Polícia Nacional do Peru para não nos perturbar porque estamos em nosso território, nos veremos lá, com certeza declararemos guerra, porque eles estão já nos provocando e nos criando desconforto".
Em 24 de dezembro, o primeiro-ministro Otárola afirmou que o governo de Boluarte buscava tornar o Congresso bicameral novamente, enquanto o ministro da Justiça e Direitos Humanos do Peru, José Tello, anunciou que as reparações seriam organizadas por uma comissão e distribuídas aos indivíduos que foram mortos durante os protestos.

### Janeiro de 2023

#### Grande Marcha pela Paz
A caminho do novo ano, a Polícia Nacional Peruana (PNP) convocou os cidadãos a participar de uma "Grande Marcha pela Paz" em 3 de janeiro de 2023 nas praças das cidades em todo o Peru. Documentos internos do PNP revelaram que a marcha foi organizada com o propósito político de aumentar o apoio ao governo Boluarte, levantando preocupações sobre a polícia violar a separação constitucional de autoridades e atos políticos nos artigos 34 e 169 da constituição. Nos documentos, os funcionários do PNP disseram que os oficiais que não participassem da marcha enfrentariam sanções. Quando questionada sobre a marcha do PNP por repórteres, a presidente Boluarte negou ter conhecimento do evento, embora ela já tivesse promovido a marcha durante uma viagem a Cusco dias antes.  As preocupações com os objetivos da marcha e a possível criação de um governo civil-militar resultaram no cancelamento da marcha planejada pelo ministro do Interior, Víctor Rojas.

#### Massacre de Juliaca
Em Juliaca, Puno, autoridades atiraram na perna de um fotojornalista da EFE, destruíram um táxi motorizado, e agrediram um adolescente e sua mãe em 7 de janeiro.
Manifestantes de vários distritos de Puno se juntaram às manifestações em Juliaca em 9 de janeiro. Os manifestantes se aproximaram do Aeroporto Internacional Inca Manco Cápac por volta do meio-dia e se manifestaram nas proximidades, embora quando alguns começaram a entrar no aeroporto às 17h20, as autoridades responderam à manifestação com força letal. No total, 17 civis foram mortos e mais de 100 outros ficaram feridos, com todas as mortes atribuídas a ferimentos à bala. Jornalistas que cobriam o massacre foram procurados para serem identificados por unidades de inteligência da polícia. Após a morte de manifestantes pela polícia, saques em Juliaca começaram durante a noite, com algumas autoridades sendo vistas participando de roubos. O chefe da Polícia de Segurança de Trânsito de Puno foi encontrado com televisões roubadas e outros bens de uma loja saqueada. Um total de 40 pessoas foram presas por saques em 10 de janeiro. Na manhã seguinte, dois policiais foram detidos por indivíduos desconhecidos; um dos policiais relatou que cerca de 350 pessoas os haviam capturado e que seu companheiro havia desaparecido. Mais tarde, descobriu-se que seu parceiro foi queimado vivo em seu carro patrulha e morreu.
A procuradora-geral do Peru, Patricia Benavides, anunciou investigações em 10 de janeiro pelos supostos crimes de genocídio, homicídio qualificado e ferimentos graves contra a presidente Dina Boluarte, o primeiro-ministro Alberto Otárola, o ministro do Interior Víctor Rojas e o ministro da Defesa Jorge Chávez. 

#### Toma de Lima
Manifestantes de várias regiões começaram a se reunir na capital Lima em 12 de janeiro, com milhares começando a se manifestar em toda a área em preparação para os protestos Toma de Lima ou "Tomada de Lima". Caravanas de manifestantes viajaram começaram a viajar para Lima e indivíduos e lojas locais forneceram suprimentos para sua jornada. A Central Nacional Única de Rondas Camponesas do Peru informou que 2.000 ronderos viajariam a Lima para participar das manifestações. Em 13 de janeiro, os ministros do Interior, Trabalho e Mulheres renunciaram a seus cargos no governo de Boluarte. Um estado de emergência de 30 dias é declarado em 15 de janeiro devido aos protestos. Em 17 de janeiro, a presidente Boluarte respondeu aos apelos para os protestos do Toma de Lima, afirmando: "Eu os chamo para tomar Lima, mas em paz e tranquilidade. Estou esperando por você na Casa do Governo para falar sobre suas agendas sociais, porque sabe que a agenda política que propõe é inviável". CGTP, o maior sindicato do Peru, convocou uma greve nacional em 19 de janeiro. Dezenas de milhares de cidadãos chegaram a Lima para o protesto.Durante a resposta das autoridades, houve relatos de que a polícia tocou "El baile del Chino" nos alto-falantes, uma música de campanha usada para apoiar Alberto Fujimori durante a eleições de 2000. Na noite do dia 19, um edifício histórico local próximo à Praça San Martín pegou fogo, desmoronando antes do amanhecer do dia seguinte.

## Resposta do governo
O governo de Boluarte respondeu aos protestos com força, com a polícia peruana e as forças armadas criticadas por sua agressão.  A presidente Boluarte inicialmente declarou que ela e o Congresso concordaram em mudar a próxima eleição geral de 2026 para abril de 2024,  embora mais tarde ela tenha concordado com a data da eleição de dezembro de 2023 proposta por Castillo depois que ela descreveu tal movimento como ilegal.  Em 12 de dezembro, o presidente Boluarte removeu de seus cargos 26 prefeitos regionais nomeados por Castillo.

## Violência dos protestos

### Mortes e ferimentos
As Forças Armadas do Peru têm um histórico de impunidade, sendo responsáveis por pelo menos 167 mortes entre 2003 e 2020, enquanto os responsáveis não enfrentaram consequências em quase todos os eventos. Segundo a advogada Mar Pérez, da Coordenadora Nacional de Direitos Humanos (CNDDHH), "assassinatos em protestos não são novidade no Peru. As situações mais graves ocorreram quando o Exército interveio. A taxa de impunidade nesses casos assassinatos está perto de 100%" Em 26 de dezembro de 2022, pelo menos 28 civis foram mortos e mais de 600 feridos durante os protestos, de acordo com o governo peruano. A maioria dos mortos foi baleada pela polícia e pelos militares, com alguns indivíduos mortos sendo espectadores. Entre os mortos, dois menores foram mortos durante os protestos em Apurímac como resultado de tropas peruanas disparando contra os manifestantes de um helicóptero. O massacre de Juliaca em 9 de janeiro, com o exército peruano matando dezoito civis durante o evento, resultou no maior número de mortes em um único dia.

### Ataques a jornalistas
A Associação Nacional de Jornalistas indicou que 21 jornalistas foram vítimas de agressões entre 7 e 11 de dezembro. Jornalistas entrevistados por Wayka relataram que as autoridades frequentemente atacavam funcionários da imprensa e tentavam impedir que os fotógrafos capturassem imagens de indivíduos detidos.  Incidentes semelhantes de autoridades impedindo jornalistas de documentar os protestos foram coletados pelo OjoPúblico. Um fotojornalista da EFE, Aldair Mejía, denunciou que foi ameaçado pela polícia durante um protesto em Juliaca, dizendo que um oficial lhe disse "Vou explodir sua cabeça e você sai daqui morto"; Mais tarde, Mejía foi baleado na perna pela polícia enquanto cobria protestos.

### Violações de direitos humanos
Fortes protestos ocorreram em regiões de maioria indígena e quíchua, o centro do apoio de Castillo, levantando comparações entre as ações de Boluarte e as de governos anti-nativos anteriores do Peru.  O Conselho de Direitos Humanos das Nações Unidas disse que estava "profundamente preocupado com a possibilidade de uma escalada de violência". Operações secretas por policiais à paisana prendendo manifestantes, com Jan Jarab, representante dos Direitos Humanos da ONU na América do Sul, condenando anteriormente tais ações no Peru, afirmando que "Foi possível identificar casos de prisões feitas por policiais vestidos como civis sem identificando-se como tal. As autoridades peruanas devem pôr fim a este tipo de procedimento, incompatível com as normas internacionais de direitos humanos".
Edgar Stuardo Ralón, vice-presidente da Comissão Interamericana de Direitos Humanos (CIDH) , afirmou durante a visita de uma delegação ao Peru que as pessoas que vivem em Lima participaram de uma " estigmatização generalizada " ligada "às desigualdades históricas e estruturais existentes na do país, aqueles ligados à discriminação histórica enfrentada pelos povos indígenas, a população camponesa e as províncias", estigmatização essa que resultou no aumento da polarização política e da violência. Ralon também afirmou que o uso do terruqueo pelo governo e autoridades criou "um ambiente de permissão e tolerância em relação à discriminação, estigmatização e violência institucional". De acordo com La República, o presidente da Corte Suprema do Peru, Javier Arévalo Vela, discordou que as violações de direitos humanos ocorreram no Peru ao manter conversas com Ralón, afirmando que "no Peru não há política de violações de direitos humanos, mas sim aqui existe, neste momento, é uma situação de violência que tem duas vertentes: as justas reivindicações da população e os actos de vandalismo que vocês têm visto... temos que separar a palha do trigo. Esta é a realidade do Judiciário".

#### Força excessiva
A Human Rights Watch afirmou que "O uso excessivo da força por agentes estatais é um problema persistente no Peru. As regras para o uso da força pelas forças de segurança não cumprem os padrões internacionais", relatando que o Congresso havia removido as diretrizes de proporcionalidade em relação ao uso da força , facilitando para que as autoridades usem força excessiva com impunidade.  Segundo o OjoPúblico, "uma série de imagens, depoimentos, manuais policiais e necropsias analisados pelo OjoPúblico expõem graves violações de direitos humanos durante ações de repressão policial e militar, principalmente nas regiões sul do país."
De acordo com o Decreto Legislativo 1.186 de agosto de 2015, a Polícia Nacional do Peru é responsável pelo uso da força contra os manifestantes, está proibido de atirar a curta distância e deve atirar apenas nas extremidades inferiores.  No entanto, as forças armadas foram incluídas na resposta aos protestos após o anúncio de uma emergência nacional, de acordo com OjoPúblico.  OjoPúblico também escreveu que as autoridades dispararam projéteis de helicópteros sobre os manifestantes, apesar de grupos de direitos humanos condenarem a prática. 
A Coordenadora Nacional de Direitos Humanos (CNDDHH) condenou a resposta violenta do governo Boluarte e das autoridades peruanas, afirmando que "Embora alguns protestos tenham registrado ações violentas e ataques a jornalistas e meios de comunicação, altos funcionários do Governo Dina Boluarte têm endossado uma resposta das forças policiais que está claramente fora do quadro regulamentar nacional e internacional".  O grupo de direitos humanos relatou que as autoridades espancaram os detidos enquanto estavam sob custódia; usaram armas menos letais de forma imprópria, que feriram civis; impediu que representantes legais se reunissem com os presos; e mantiveram alguns sob custódia por mais tempo do que os padrões legais permitem. O CNDDHH informou que as autoridades peruanas foram registradas disparando bombas de gás lacrimogêneo diretamente contra os manifestantes, resultando em um ferimento grave em Lima, e a incidência de policiais e forças armadas disparando munição real contra os manifestantes.  Relatórios de prisões e detenções arbitrárias também foram compartilhados pelo CNDDHH, com o grupo compartilhando que indivíduos indo e voltando do trabalho foram presos e isolados.  Em 15 de dezembro, o CNDDHH denunciou o uso de "armas de guerra" contra manifestantes, com a ONG compartilhando um vídeo de autoridades usando armas de fogo automáticas contra manifestantes.  A CNDDHH exigiria posteriormente, em meados de janeiro, a renúncia do presidente Boluarte. 
A chefe da Amnistia Internacional para as Américas, Erika Guevara-Rosas, pediu moderação do governo, dizendo: "A repressão do Estado contra os manifestantes está apenas aprofundando a crise no Peru. As autoridades devem acabar com o uso excessivo da força contra as manifestações e garantir o direito à paz protestar, usando os meios legais e proporcionais necessários para restabelecer a segurança cidadã”.  A Anistia Internacional também confirmou que as autoridades peruanas estavam disparando bombas de gás lacrimogêneo à queima-roupa diretamente contra os corpos dos manifestantes.

#### Invasões domésticas
O OjoPúblico documentou que as autoridades entraram nas casas dos cidadãos para ter acesso aos telhados e atirar nos manifestantes.  As invasões domésticas resultaram na destruição de bens pelas autoridades. 

#### Tortura
Segundo depoimento de um manifestante detido entrevistado pelo OjoPúblico, um grupo de manifestantes detidos por três dias pelas autoridades foi proibido de comer e foi espancado.

## Reações

### Domésticas

#### Governo central e políticos
- A recém-proclamada presidente peruana Dina Boluarte respondeu em conferência “às organizações sociais aos movimentos que agora se mobilizam nas ruas, vamos conversar e buscar uma solução pacífica para esta situação”.[60]
- Enquanto isso, a congressista do Peru Livre Kelly Portalatino encorajou o sucessor do presidente Boluarte a "ouvir sua região de Apurímac e todas as regiões do país, não vamos permitir mais feridos, nem mais convulsões no país".[61] O PL convocou protestos em Lima  e apresentou uma moção de censura contra o presidente do Congresso, José Williams .
- A Assembleia Nacional dos Governos Regionais propôs a convocação do Acordo Nacional para procurar um consenso entre organizações, partidos políticos e sindicatos.
- A Polícia Nacional do Peru anunciou a suspensão das férias de todo o pessoal a partir de 9 de dezembro até "novo aviso".
- Um grupo de oficiais da Macro-Região Policial La Libertad sob o comando do General Augusto Ríos ordenou que "todos os policiais devem estar em suas unidades devido ao alerta absoluto, alerta máximo que está sendo decretado".[62]
- O partido político Novo Peru juntou-se aos planos de convocar manifestações exigindo novas eleições e uma nova constituição.
- Após os danos nas instalações de Huacabamba, o Aeroporto Peruano e a Corporação de Aviação Comercial anunciaram o fechamento do Aeroporto de Andahuaylas por motivos de segurança.
- O Governo Regional de Apurímac anunciou a suspensão indefinida das aulas em todos os níveis de ensino e alertou todas as instituições para trabalharem na modalidade virtual em todo o departamento, com exceção do setor de saúde.[63]
- Os etnocaceristas e seu líder Antauro Humala inicialmente chamaram Boluarte de "presidente" durante os protestos pró-Castillo. Mais tarde, Humala a chamou de "presidente de fato" e convocou protestos. O movimento etnocacerista comparou Boluarte com Jeanine Áñez, comparando assim o impeachment de Castillo com a crise política boliviana de 2019.[64]

#### Opinião pública
De acordo com a pesquisa do IEP de janeiro de 2023, 60% dos entrevistados acreditam que os protestos foram justificados, 58% acreditam que a polícia usou força excessiva e 44% acreditam que os protestos foram organizados por grupos de cidadãos ou ação espontânea. A pesquisa de janeiro também mostrou que, em comparação com outras regiões, mais entrevistados em Lima acreditavam que os protestos eram terrorismo e que o uso da força pelas autoridades era justificado, enquanto os entrevistados em outras regiões não. O presidente Boluarte teve uma taxa de desaprovação de 71%, enquanto 88% dos entrevistados desaprovaram o Congresso. Quando questionados se apoiavam as convocações para uma nova assembleia constituinte, 69% dos entrevistados aprovaram. Segundo os analistas das pesquisas, as respostas mostraram a desconexão entre Lima e as regiões periféricas.

#### Governos regionais
- A Assembleia Nacional dos Governos Regionais propôs a convocação do Acordo Nacional para procurar um consenso entre organizações, partidos políticos e sindicatos.
- O Governo Regional de Apurímac anunciou a suspensão indefinida das aulas em todos os níveis de ensino e alertou todas as instituições para trabalharem na modalidade virtual em todo o departamento, com exceção do setor de saúde.

#### Infraestrutura e serviços públicos
- A Polícia Nacional do Peru anunciou a suspensão das férias de todo o pessoal a partir de 9 de dezembro até "novo aviso".
- Um grupo de oficiais da Macro-Região Policial La Libertad sob o comando do General Augusto Ríos ordenou que "todos os policiais devem estar em suas unidades devido ao alerta absoluto, alerta máximo que está sendo decretado". eroporto Peruano e a Corporação de Aviação Comercial
- Após os danos nas instalações de Huancabamba, a Corporação Peruana de Aeroportos Comerciais e Aviação anunciou o fechamento do Aeroporto de Andahuaylas por motivos de segurança.

### Internacional

#### Governos
- Argentina,  Bolívia,  Colômbia,  México: Presidentes Alberto Fernández, Luis Arce, Gustavo Petro e Andrés Manuel López Obrador  emitiram um comunicado conjunto através do Gabinete Presidencial Mexicano expressando sua "profunda preocupação" com o fato de o Congresso peruano não respeitar "a vontade de seus cidadãos nas urnas". Acrescentaram que "não é novidade" que Castillo, desde o dia de sua eleição, "foi vítima de assédio antidemocrático, em violação do artigo 23 da Convenção Americana de Direitos Humanos". Os quatro governos afirmaram que "nossos governos conclamam todos os atores envolvidos no processo anterior a priorizar a vontade dos cidadãos manifestada nas urnas. Esta é a forma de interpretar o alcance e o significado da noção de democracia definida no Sistema Interamericano de Direitos Humanos".[68]
  -  Colômbia: O presidente Gustavo Petro afirmou ainda que "a crise no Peru, que prende sem juiz nem defesa um presidente eleito pelo voto popular, coloca em sério questionamento o papel da Convenção Americana no ordenamento jurídico latino-americano".

- Canadá: O embaixador Louis Marcotte reuniu-se com a chanceler peruana Ana Cecilia Gervasi Diaz, expressando o apoio do Canadá ao governo de Boluarte.
- Estados Unidos: O secretário de Estado dos Estados Unidos, Antony Blinken , telefonou para a presidente Boluarte e pediu que seu governo "redobrasse seus esforços para fazer as reformas necessárias e salvaguardar a estabilidade democrática".
- Vaticano: O Papa Francisco afirmou: "Rezamos pela paz. Que cesse a violência [no Peru] e que se tome o caminho do diálogo para superar a crise política e social que afeta o povo".[69]